# Агропромислова інтеграція
Агропромисло́ва інтегра́ція — поєднання сільськогосподарського виробництва з переробною промисловістю та іншими галузями народного господарства.
Слово «інтеграція» походить від латинського й означає поєднання окремих частин в єдине ціле. В широкому розумінні під інтеграцією розуміють посилення економічних і виробничих зв’язків між різними країнами (прикладом таких зв’язків є створення ЄС і СНД), окремими сферами і суміжними галузями, а також між різними підприємствами, організаціями та іншими суб’єктами ринку.
У власному розумінні слова інтеграція означає організаційне поєднання технологічно пов’язаних між собою різнорідних видів діяльності з притаманними їм функціями з метою виробництва кінцевого продукту і доведення його до споживача, а також досягнення на цій основі вищих економічних результатів.

## АПК
Коли йде-ться про агропромислову інтеграцію в широкому сенсі слова, мають на увазі розвиток виробничих і економічних зв’язків між галузями і підприємствами агропромислового комплексу, які пов’язані між собою, технологічно й об’єктивно орієнтовані на поєднання їх матеріальних інтересів у процесі виробництва і реалізації кінцевої продукції із сільськогосподарської сировини. Посилення таких зв’язків є закономірним явищем.

### Засоби виробництва
У процесі поглиблення суспільного поділу праці сільське господарство самостійно вже не може забезпечувати умови власного відтворення. Це зумовлено тим, що розвиток даної галузі все більшою мірою залежить від промисловості, що поставляє селу необхідні засоби виробництва. Їх питома вага в структурі спожитих матеріальних ресурсів знаходиться в межах 35—38 %, тобто темпи й ефективність розширеного відтворення в сільському господарстві значною мірою залежать від розвитку першої сфери АПК — фондоутворювальних галузей, їх здатності забезпечити його знаряддями і предметами праці в необхідному обсязі, асортименті та якості.

### Сировина
З іншого боку, істотно підвищується роль самого сільського господарства в розвитку і поглибленні міжгалузевих зв’язків у межах АПК. Вироблена в цій сфері матеріального виробництва продукція надходить як сировина в ряд галузей промисловості для переробки, причому частка сільськогосподарської продукції, що використовується для промислової переробки, постійно зростає і нині перевищує 60 %. Зважаючи на досвід індустріально розвинутих країн, в яких даний показник досягає 90 %, а також на сучасні тенденції до прискореного розвитку переробних виробництв, неважко передбачити, що в майбутньому роль сільського господарства як постачальника сировини збільшуватиметься.
Як бачимо, спостерігається значне розширення і поглиблення міжгалузевих зв’язків за двома напрямами — з одного боку, в результаті задоволення всезростаючих потреб сільського господарства продукцією фондоутворювальних галузей, а з другого, — через збільшення поставок сільськогосподарської сировини на промислову переробку галузям харчової і легкої промисловості.

### Інфраструктура
Існує також третій, надто важливий напрям розширення міжгалузевих зв’язків — здійснення різних видів діяльності з обслуговування сільськогосподарського виробництва шляхом створення ремонтних, агрохімічних, меліоративних та інших агросервісних підприємств і організацій, що в сукупності утворюють виробничу інфраструктуру АПК. Її функціональне призначення — створення необхідних умов для нормального функціонування основної ланки АПК, тобто її другої сфери — сільськогосподарського виробництва.
Агропромислова інтеграція у власному смислі слова означає певне організаційне поєднання сільськогосподарського і технологічно пов’язаного з ним промислового виробництва з метою одержання кінцевої продукції із сільськогосподарської сировини і досягнення більшої економічної вигоди завдяки взаємній матеріальній заінтересованості і відповідальності всіх учасників агропромислового виробництва за кінцеві результати господарювання.
Цей вид інтеграції називають вертикальною інтеграцією. Вона може організаційно поєднувати всі або основні стадії агропромислового виробництва й обігу, зокрема виробництво сільськогосподарської сировини, її транспортування, зберігання, переробку і реалізацію кінцевого продукту.
В сільському господарстві розвивається й горизонтальна інтеграція як форма міжгосподарського співробітництва, за якої досягається вищий економічний ефект і нерідко здійснюється поглиблення спеціалізації на окремих стадіях єдиного технологічного процесу. Така інтеграція розвивається, наприклад, у зерновиробництві шляхом встановлення організаційно-економічних зв’язків між елітно-насіннєвими репродуктивними підприємствами та підприємствами по виробництву товарного зерна. Різновидом такої інтеграції є науково-виробничі системи, які вперше стали створюватися в 1986—1987 рр. з метою одержання їх учасниками — сільськогосподарськими підприємствами кваліфікованої допомоги від головного підприємства — науково-дослідної установи у впровадженні в практику прогресивних технологій, інших досягнень НТП і передового досвіду, а також в удосконаленні форм і методів організації праці і виробництва. По суті, будь-яке кооперування сільськогосподарських товаровиробників є проявом горизонтальної інтеграції.

### Агропромислові формування
Організаційною формою агропромислової інтеграції є агропромислові формування. Розрізняють два типи існуючих нині в Україні агропромислових формувань: регіональні і господарські. Регіональні агропромислові формування представлені переважно агропромисловими асоціаціями, а господарські — агропромисловими підприємствами і агрофірмами. Особливості побудови і функціонування названих формувань розглядатимуться в окремих підрозділах даної теми. В цьому підрозділі є необхідність звернути увагу ще й на такий важливий аспект агропромислової інтеграції, як її економічне і соціальне значення.
У функціонуючих нині агропромислових формуваннях, насамперед у господарських, досягається реальне поєднання сільськогосподарського і промислового виробництва. В результаті цього виробництво продукції сільського господарства, її транспортування, переробка і реалізація з відокремлених ланок перетворюється на єдиний виробничий процес, що з економічної точки зору характеризується взаємною матеріальною заінтересованістю і відповідальністю всіх учасників агропромислового виробництва за результати діяльності — виробництво і реалізацію кінцевої продукції.

### Синергічний ефект
В умовах реальної інтеграції сільськогосподарського і промислового виробництва створюється додатковий синергічний ефект, що проявляється у вищій економічній ефективності інтегрованого виробництва порівняно з відокремленим. Джерелами одержання агропромисловими формуваннями синергічного ефекту є:
- істотне зменшення втрат сільськогосподарської продукції, передусім тієї, що швидко псується, за рахунок зведення до мінімуму розриву між її збиранням і промисловою переробкою;

- збільшення обсягу виробництва кінцевої продукції за рахунок утилізації нестандартної сільськогосподарської продукції та побічних відходів, які без інтегрованого виробництва повністю пропадають або використовуються нераціонально (так, тваринам нерідко згодовують нестандартні овочі, фрукти тощо);
- скорочення витрат на транспортування продукції до місць переробки на великих переробних підприємствах і на зустрічні завози продовольчих товарів для споживання місцевим населенням. Це особливо важливо в умовах високої вартості енергоносіїв.

Слід також зазначити, що агропромислові формування одержують додатковий ефект, що не є складовою синергічного ефекту, завдяки виробництву і реалізації кінцевої продукції. Це зумовлено тим, що найвищого рівня віддачі авансованого капіталу і поточних витрат досягають ті підприємства АПК, які функціонують на завершальній стадії виробничого циклу, здійснюючи виробництво і реалізацію кінцевої продукції. Адже остання завжди оцінюється вище, ніж сировина саме завдяки більшій окупності витрат, досягнутій за рахунок споживача. В умовах відокремленого виробництва цей додатковий ефект одержують переробні підприємства, тимчасом як суто аграрні підприємства позбавлені можливості поліпшувати свій фінансовий стан за рахунок цього виду ефекту. В умовах поєднання сільськогосподарського і промислового виробництва власниками даного ефекту стають агропромислові формування. Останні самостійно приймають рішення щодо зміни асортименту продукції й обсягу продажу відповідно до кон’юнктури ринку, а також ведуть необхідну маркетингову діяльність з тим, щоб задовольнити споживчий ринок і підвищити прибутковість власного виробництва.
Одержуючи більше доходів порівняно із звичайними аграрними підприємствами, агропромислові формування успішніше вирішують господарські та економічні питання, забезпечують вищу соціальну захищеність своїх працівників, що є важливою ознакою соціально орієнтованої ринкової економіки. Агропромислові формування створюють працівникам широку технологічну базу прикладання кваліфікованої праці і тим самим забезпечують повнішу зайнятість працівникам протягом року, а також нерідко пом’якшують сезонність виробництва.
З кількісним зростанням агропромислових формувань — агропромислових підприємств, агрофірм, агроконсорціумів тощо створюється конкурентне середовище в сфері переробки сільськогосподарської продукції, яке змушує учасників агропромислового виробництва виробляти якісніші продовольчі товари з конкурентоспроможною ціною.
Взаємна матеріальна заінтересованість усіх учасників регіональних і господарських організаційних форм агропромислової інтеграції в досягненні високих кінцевих результатів, з одного боку, і кожного з них у зростанні масштабів та ефективності виробництва свого виду діяльності, з іншого, стає тією рушійною силою, яка створює необхідне економічне середовище для ширшого впровадження у виробництво найновіших досягнень науки і передової практики, економічно спонукає забезпечувати пропорційний розвиток сільського господарства і переробної промисловості, бази зберігання продукції та її реалізації. В результаті створюються умови не лише для збільшення обсягу виробництва і поліпшення якості продукції, а й для раціонального використання сировини, забезпечення її поглибленої переробки, розширення асортименту продовольства. Все це зміцнює економіку агропромислових формувань.
Важливо зазначити, що створення організаційних форм агропромислової інтеграції та їх удосконалення само по собі не є універсальним засобом для виходу агропромислового виробництва на якісно новий етап розвитку, що відповідає вимогам ринкової економіки. Його висока ефективність може бути досягнута на основі впровадження нових інтенсивних технологій, що забезпечують безвідходність при переробці сільськогосподарської сировини, економію живої й уречевленої праці, скорочення і повну ліквідацію втрат ресурсів та готової продукції. Вирішення цього завдання вимагає постійного наукового забезпечення агропромислових формувань, широкого застосування сучасної обчислювальної техніки, встановлення тісних взаємовигідних виробничо-торгових і наукових зв’язків із зарубіжними партнерами. Все це сприятиме виходу агропромислового виробництва на сучасний світовий рівень.
Перед розглядом особливостей організаційної структури і специфіки функціонування окремих видів агропромислових формувань зауважимо, що нині ставити питання про переваги одних з них над іншими передчасно. В процесі нагромадження цими формуваннями практичного досвіду роботи рель’єфніше проявляться переваги і недоліки прийнятої ними організаційно-виробничої структури, ступінь її маневреності й еластичності в обґрунтованому вирішенні поточних і перспективних завдань. Це означає, що в умовах господарської і фінансової самостійності суб’єктів ринку, розвитку різних форм господарювання і гнучкого поєднання різних форм власності посилиться економічна змагальність між агропромисловими формуваннями, іншими суб’єктами АПК і в результаті утвердяться й набудуть прискореного поширення найбільш життєздатні серед них. Водночас виникне реальна можливість створення нових, досі невідомих формувань з високим рівнем конкурентоспроможності вироблюваної ними продукції на продовольчому ринку.